# Convolvulus lanatus
Convolvulus lanatus är en vindeväxtart som beskrevs av Vahl. Convolvulus lanatus ingår i släktet vindor, och familjen vindeväxter. Inga underarter finns listade i Catalogue of Life.